# Seelgerät
Seelgerät (arch.) heißt in der römisch-katholischen Tradition mit Bezug auf Mt 6,19–20  ein im Himmel angelegter Schatz, ein Vorrat an guten Werken für die Seele, den sich der Gläubige durch seine Taten im Diesseits angelegt hat. Gerät hat dabei die alte Bedeutung Ausrüstung, Vorrat.
Verwandte Vorstellungen gab es schon in der vorchristlichen Antike. Im Christentum entwickelten sich Begriff und Praxis aus dem sozialen Erbrecht der Kirchenväter. Als Miterbe sollte von den Reichen Jesus Christus testamentarisch eingesetzt werden und somit ein Teil ihres hinterlassenen Vermögens für soziale Zwecke oder die Kirche bestimmt werden. 
Seelgerät bezeichnet im engeren Sinne die im Mittelalter durch ein Testament festgelegten Vermächtnisse an die Kirche, eine Pfarrei, eine Ordensgemeinschaft oder ein einzelnes Kloster. Vertraglich wurden bestimmte regelmäßig wiederkehrende Leistungen des Stiftungsempfängers vereinbart, etwa Messen oder Gebete für das Seelenheil. Die Zuwendungen stammten in der Regel aus Zinsen eines dafür angelegten Vermögens und wurden in Form von Geld oder in Naturalien erbracht.
Als Sammelbegriff dient das Wort für alle frommen Taten, mit denen man sich im Himmel einen Schatz erwirbt, sogenannte Gute Werke, womit verschiedene fromme Leistungen zusammengefasst bezeichnet werden.
Seelgerät konnte auf verschiedene Weise entstehen: durch die Stiftung eines Altars mit der Verpflichtung, dass dort regelmäßig die heilige Messe in der Intention des Stifters gefeiert wird (Altarstiftung), einer Jahrzeit (auf Grund eines der Kirche gestifteten Messstipendiums jährlich begangene Seelenmesse) oder durch Vermächtnisse an soziale Einrichtungen. 
Wie auch der Ablass verkürzt es die Leidenszeit im Fegefeuer.

## Jenseitsvorsorge des Bischofs Bernward von Hildesheim
Bischof Bernward von Hildesheim (gest. 1022) gehört zu dem Personenkreis, an dessen Lebenszweck sich am besten veranschaulichen lässt, worum es sich beim Seelgerät handelt. 
Wie seiner Vita, der Vita Bernwardi (Kap. 46), zu entnehmen ist, erwählte er Christus zu seinem Erben, genau gesagt zu seinem Alleinerben, und kam damit der Armutsforderung des Matthäusevangeliums nach. 
Die Förderung des Hildesheimer Domes, die Almosenverteilung und die Stiftung des Michaelisklosters als eigene Grabstätte, wobei Gebäude, Ausstattung, Altäre und Grabmal vollständig auf die Rettung seiner Seele angelegt sind, können als kalkulierte Jenseitsvorsorge betrachtet werden.